# Dumangas
Dumangas è una municipalità di terza classe delle Filippine, situata nella Provincia di Iloilo, nella Regione del Visayas Occidentale.
Dumangas è formata da 45 baranggay:
- Aurora-del Pilar (Pob.)
- Bacay
- Bacong
- Balabag
- Balud
- Bantud
- Bantud Fabrica
- Baras
- Barasan
- Basa-Mabini Bonifacio (Pob.)
- Bolilao
- Buenaflor Embarkadero (Pob.)
- Burgos-Regidor (Pob.)
- Calao
- Cali

- Cansilayan
- Capaliz
- Cayos
- Compayan
- Dacutan
- Ermita
- Ilaya 1st
- Ilaya 2nd
- Ilaya 3rd
- Jardin
- Lacturan
- Lopez Jaena - Rizal (Pob.)
- Managuit
- Maquina
- Nanding Lopez

- Pagdugue
- Paloc Bigque
- Paloc Sool
- Patlad
- Pd Monfort North (Lublub)
- Pd Monfort South (Guinsampanan)
- Pulao
- Rosario
- Sapao
- Sulangan
- Tabucan
- Talusan
- Tambobo
- Tamboilan
- Victorias